# Plebejus falloui
Plebejus falloui är en fjärilsart som beskrevs av Tutt 1909. Plebejus falloui ingår i släktet Plebejus och familjen juvelvingar. Inga underarter finns listade i Catalogue of Life.